# Rudolf von Oppen (Jurist)
Rudolf von Oppen (* 10. April 1855 in Freiberg; † 28. April 1927 in Dresden) war ein deutscher Verwaltungsbeamter und Präsident des Sächsischen Oberverwaltungsgerichts.

## Leben
Seine Eltern waren Gustav Karl von Oppen (* 1813; † 1880) auf Sandberg, im Krs. Zauch-Belzig südwestlich von Berlin gelegen, und Emilie Freiin Roth von Schreckenstein (* 1815; † 1889). Oppen besuchte bis 1875 das Gymnasium in Freiberg, leistete anschließend seinen Militärdienst und studierte ab 1876 an den Universitäten Leipzig und Berlin. Im Jahr 1885 trat er in die sächsische Verwaltung ein und war nacheinander Hilfsarbeiter bei den Amtshauptmannschaften Grimma und Plauen sowie den Kreishauptmannschaften Leipzig und Zwickau. 1897 wurde Oppen zum Amtshauptmann der Amtshauptmannschaft Marienberg ernannt. Sein geerbtes väterliches (Neben)-Gut Jütrichau verkaufte Oppen bereits 1901.
Zeitgleich wechselte er 1901 in gleicher Funktion zur Amtshauptmannschaft Plauen. Es folgte von 1905 bis 1909 eine Verwendung als Vortragender Rat im sächsischen Innenministerium in Dresden. Von 1909 bis 1913 war Oppen Kreishauptmann der Kreishauptmannschaft Dresden. Am 1. Oktober 1913 folgte seine Ernennung zum Präsidenten des Sächsischen Oberverwaltungsgerichts in Dresden. Zum 1. Juni 1920 wurde er pensioniert.
1885 hatte er in Dresden mit Gertrud Lehmann eine Familie gegründet, Tochter Elisabeth Lotte, Sohn Matthias.